# João Vieira da Silva
João Vieira Gonçalves da Silva (m. 12 de Junho de 2019) foi um autarca e bancário português, que foi o primeiro presidente da Câmara Municipal de Aljezur após a Revolução de 25 de Abril de 1974.

## Biografia

### Carreira
Exerceu como presidente da Câmara Municipal de Aljezur entre 1976 e 1989, tendo sido a primeira pessoa a ocupar aquela posição após a Revolução de 25 de Abril de 1974, que retomou a democracia em Portugal. Foi antecedido por José João da Rosa, que foi presidente da Comissão Administrativa entre 1974 e 1976, e foi sucedido por Manuel José de Jesus Marreiros, cujo mandato durou de 1989 a 2009. Era membro do Partido Socialista. Durante o seu mandato destacou-se pelos seus esforços a favor do desenvolvimento do concelho, que então ainda se encontrava num estado muito atrasado. Em 10 de Outubro de 1987, assinou um acordo de geminação com o município de Kürnack, na Alemanha.
Trabalhou igualmente como bancário na cidade de Lagos. Após o final do seu mandato, trabalhou como dirigente desportivo e como voluntário, tendo presidido ao Núcleo Especializado para o Cidadão Incluso entre Julho de 2014 e 2019, uma instituição de apoio a jovens e crianças deficientes, sedeada nos Montinhos da Luz, no concelho de Lagos.

### Falecimento e homenagens
Morreu em 12 de Junho de 2019, aos 78 anos de idade, devido a uma doença prolongada. As cerimónias fúnebres decorreram no dia 14 de Junho, na Igreja Paroquial de Santa Maria, em Lagos.
Na sequência do seu falecimento, a Federação Regional do Algarve do Partido Socialista e as Câmaras Municipais de Aljezur e de Câmara Municipal de Lagos emitiram notas de pesar, onde realçaram o seu papel como primeiro presidente da autarquia, após a revolução de 25 de Abril.